# Bonan Dolok (Siabu)
Bonan Dolok is een bestuurslaag in het regentschap Mandailing Natal van de provincie Noord-Sumatra, Indonesië. Bonan Dolok telt 2482 inwoners (volkstelling 2010).